# الهدية (محافظة بريدة)
الهدية هو مركزٌ سعوديٌ تابعٌ لمحافظة بريدة التابعة لمنطقة القصيم، في المملكة العربية السعودية. المركز من الفئة (ب)، ورمزه 1747 حسب الدليل الترميز الموحد للمناطق الإدارية بالمملكة العربية السعودية.